# Kisszőlős
Kisszőlős község Veszprém vármegyében, a Devecseri járásban.

## Fekvése
A település a Marcal-medencében, a Pápa–Devecseri-síkon, a Somló hegyétől 4 kilométerre északra fekszik, a Hajagos-patak bal partján.
Hajdan a helység a mostani helyétől délnyugatra feküdt három dűlő távolságra, amely a „Keresztfa-rend” nevet kapta az ott fennállott feszületről. Később ez a határrész „Tikhegy” néven vált ismertté, ahol talajművelés során lakott településre utaló cserépdarabok kerültek felszínre. Feltételezhető, hogy lakói a török-tatárveszély elől települtek át egy védettebb helyre, amely ekkor még nádas és lápos terület volt.
A községgel határos települések: észak felől Vid, kelet felől Somlóvecse, délkelet felől Somlószőlős, délnyugat felől Iszkáz, nyugat felől Kiscsősz, északnyugat felől pedig Csögle.
A legközelebbi városok: Devecser (15 km), Pápa (20 km), Celldömölk (23 km), Ajka (29 km); vasúti csatlakozási lehetőség: Somlóvásárhely megállóhely (10 km), posta: Somlószőlős (2,5 km). Közúti távolsága a megyeszékhelytől 52, a fővárostól 165 km. A közigazgatási intézmények legtöbbje Ajkához (kistérségközpont, rendőrség, bíróság, földhivatal, munkaügyi kirendeltség), illetve Devecserhez (okmányiroda, gyámhivatal) köti.
A településnek négy utcája van: Rákóczi utca, Széchenyi utca, Petőfi utca, Árpád utca.

### Megközelítése
A községen, annak főutcájaként a 8411-es út húzódik végig, azon érhető el déli és északi irányból, a 8-as és a 834-es főutak felől is. Közigazgatási területének nyugati részén, lakott területeket nem érintve elhalad még a 8403-as út is.

## Nevének eredete
1266-ban „Villa Scevleus” néven említik, 1367-től „Kyszevleus” néven szerepel, ennek magyarított változata „Kisszőllős”, illetve új helyesírás szerint: Kisszőlős. A "szőlős" helynév a szőlőművelő foglalkozásnévből keletkezett. A 'kis' előtag, az egykor Nagyszőlősnek hívott Somlószőlőstől való megkülönböztetésre szolgál.

## Címere
Kék alapú pajzs alsó harmadában zöld hármas halom. A középsőn áll az ezüst színű, kisszőlősi Szent István kápolna, két arany színű, kacskaringós indájú szőlőtő között. A kápolna ajtaja, tetőzete és a tetőcsúcson lévő kettős kereszt szintén arany színű. A keresztből három kereszt formában kinövő, arany szélű, zöld hársfalevél hajt ki.
A címert az önkormányzat 2004. március 28-án fogadta el. A címer tervezője: Dózsa Tamás (Budapest)

## Története

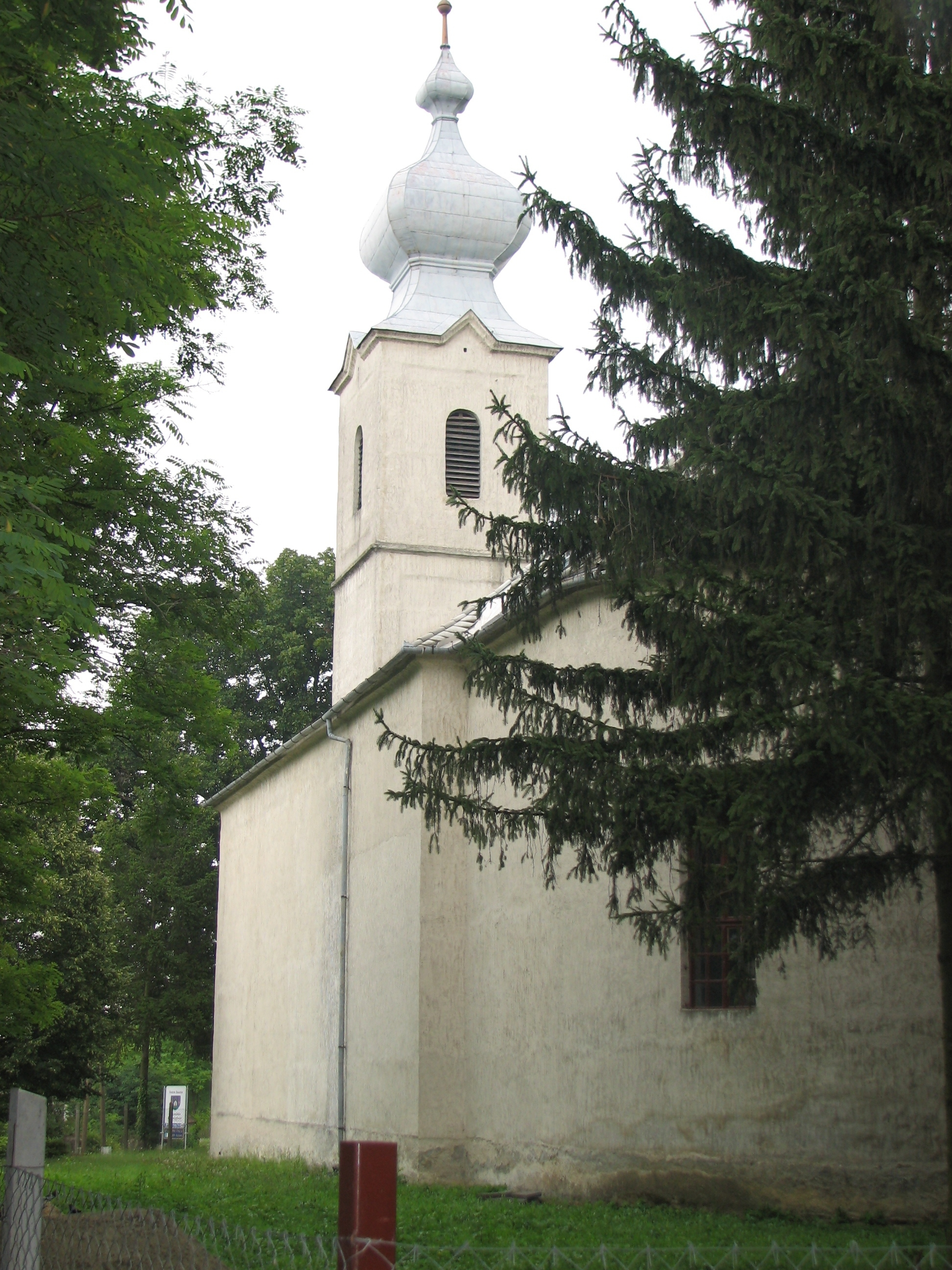
Római katolikus templom

A régebbi korokban is lakott hely volt, a régészeti ásatások során réz- és római kori leletek kerültek elő. Kisszőlős első írásos említése 1266-ból való „Villa Scevleus” néven, IV. Kelemen pápa levelében, melyben a tihanyi apátságot megerősíti birtokaiban. 1367-től „Kyszevleus” néven szerepel.
1511. augusztus 10. II. Ulászló király a vásárhelyi klastromból botrányos viselkedésük miatt elűzött Benedek-rendi apácák birtokait az oda áthelyezett premontrei apácáknak adományozta, így lett a község a vásárhelyi premontreiek birtoka. Az 1511-es urbárium szerint a községben 19 üléshely, összesen 169 jobbágytelek volt, és 380 dénár adót fizetett. Húsvétkor 190 tojást és 57 kalácsot szolgáltatott be a kolostori tiszttartónak, Karácsonykor 19 kappant és 57 kalácsot ajándékozott, robotjuk nem volt olyan súlyos, mint a világi nagybirtokon élő társaiké.
Ezt követően a falu sorsa nagyjában azonosan alakult az uradalmi központéval, Vásárhellyel. A 16. század közepén a község 9 portával szerepel. A törökök 1566-ban elpusztították és lakóit fogságba hurcolták. A székesfehérvári szandzsák 1563-1567. évi adóösszeírásában a község a somlói náhije (várkapitányság) része, Diváne Ferhát tímárja, azaz hűbérbirtoka, 7 házzal, 50 akcse (török pénzegység) adóval. Noha 1567-1596 között hódolt, 1596-ban a török seregben harcoló tatárok portáit, egy kivételével felperzselték.
1600. október 13. II. Rudolf király az elnéptelenedett vásárhelyi kolostort és birtokait /köztük Kisszőlőst is/ a Pozsonyban székelő Óbudai Klarisszáknak adományozta. A hivatalos beiktatáson Kisszőlőst Ács Péter bíró képviselte.
A 17. század közepe után nagyobb csapás nem érte, állandóan lakott település. 1698-ban saját erejéből tartott fenn iskolát. A lakosság elsőrendű fenntartási forrása a szőlő volt, 1696-ban a Somlóhegyen 138 kapás szőlőt tudhatott magáénak. A szőlőművelés mellett a megélhetés másik forrása a földművelés és az állattenyésztés volt. Ez azonban nagy gonddal járt, mert a Hajagos-patak áradása földjeit gyakran elöntötte.
A pragmatica sanctio korában végzett népesség-összeírásban 1721-ben 21 jobbágy szerepelt. A malom jövedelme ekkor 30 forint, a korcsmából származó jövedelem pedig 1 forint. A község határa ekkor egynyomású, a legelő saját határukban silány és kevés, rét semmi. Mivel semmiféle kézművességgel nem foglalkoztak, lakossága szerény gazdasági viszonyok között élt.
A 18. század végén az első magyarországi népszámlálás (1784-1787) adatai szerint Kis Szőllős a Kamara birtoka volt, 65 házzal, benne 76 család 410 lakossal.
A 19. század közepén határának felét még erdő borította. 1857-ben 68 kisbirtokos 1086 hold területen gazdálkodott, ebből 483 hold szántó.
Az 1848–49-es forradalom és szabadságharc alatt Kisszőlős a Nagyalásony székhellyel szervezett 55. számú nemzetőr-kapitánysághoz tartozott. Az ünnepélyes eskütétel 1848. május 23-án történt. A község 22 nemzetőrrel szerepelt, köztük két tizedes és egy hadnagy.

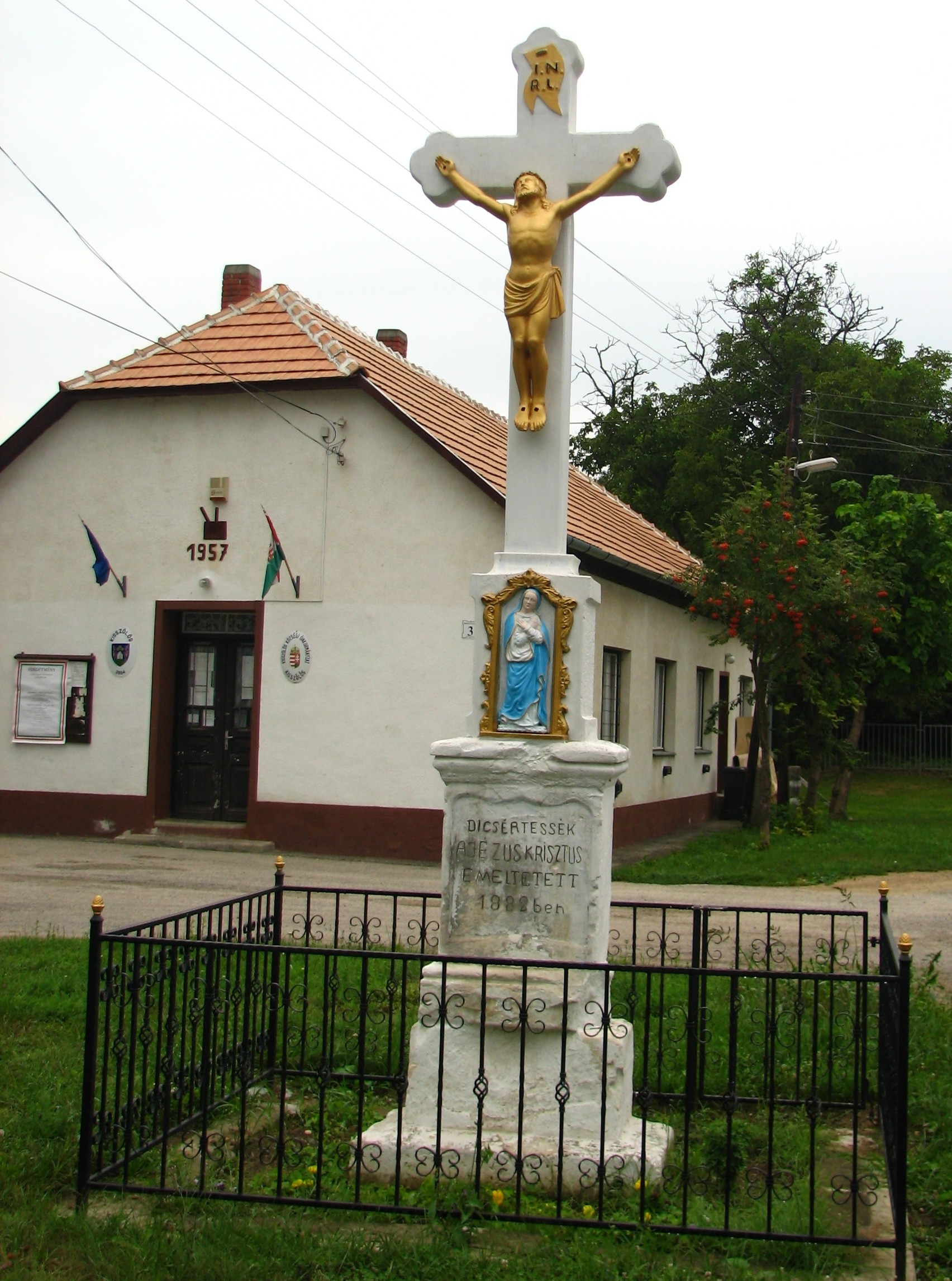
Emlékkereszt (1882), Polgármesteri hivatal

A 20. század elején a község élénk társadalmi életet élt, a két világháború között a településen Katolikus Agrárifjúsági Legényegylet, Gazdakör, Levente mozgalom, Önkéntes Tűzoltóegylet (utóbbi egészen a hatvanas évekig) működött. Magyarország 1924. évi címtárának szakmacímjegyzéke szerint a faluban 2 fő biztosítási ügynök, 2 fő szabó, és 1-1 korcsmáros, kovács, kőműves, szatócs, malomtulajdonos élt, továbbá 2 szövetkezet működött (Kisszőlős és Vidéke Hitelszövetkezet, Kisszőlős és Vidéke Tejszövetkezet). 1932-ben átadásra került a villanyhálózat.
1930. szeptember 11-én a csütörtökről péntekre virradó éjjel tűzvész pusztított a községben. Este 11 órakor kigyulladt egy pajta, a nagy szélben sorra borultak lángba az épületek, melyek közül 17 lakóház és 21 pajta égett le, emberéletben nem esett kár.
1950. október 22-én alakult meg az önálló községi tanács, amely 1962-ig működött. A község 1963-ban a Nagyalásonyi Községi Közös Tanácshoz lett beosztva mint társközség. 1959-ben alakult meg a termelőszövetkezet "Becsület" néven. 1962-ben Nagyalásony székhellyel egyesültek a környező falvak termelőszövetkezetei (Táncsics MGTSZ). Ekkor a tsz községi állatállománya 156 szarvasmarha, 130 sertés volt.
1990 óta a községben ismét önálló önkormányzat működik (körjegyzőség: Somlószőlős). Ennek a változásnak köszönhető a község korábbinál gyorsabb fejlődése. 1994-ben aszfaltburkolatú út épült a temetőhöz, majd a következő évben új buszváróval gazdagodott a falu, kiépült a vezetékes ivóvíz (1995), valamint a gázhálózat (2001).
A Petőfi utcában sportpálya, a község központjában tekepálya található, utóbbi mellett új játszótér épült. Három utca aszfaltburkolattal rendelkezik, egy pedig betonozott. A község központjában artézi kút működik, az egykori tejcsarnok épületében orvosi rendelő működik.
A polgármesteri hivatal az 1957-ben, a nagy részben a lakosság társadalmi munkájával épült egykori kultúrház épületében működik (Rákóczi u. 3.). A rendszerváltozást követő időszak polgármesterei: Kuti István (1990-94), Nagy Árpád (1994-2002), Árik István (2002-től).

## Közélete

### Polgármesterei
- 1990–1994: Kuti István (független)[3]
- 1994–1998: Kuti István (független)[4]
- 1998–2002: Nagy Árpád (független)[5]
- 2002–2006: Árik István (független)[6]
- 2006–2010: Árik István (független)[7]
- 2010–2014: Árik István (független)[8]
- 2014–2019: Árik István (független)[9]
- 2019–2024: Árik István (független)[10]
- 2024– : Kaiger Zoltán (független)[1]

## Népessége

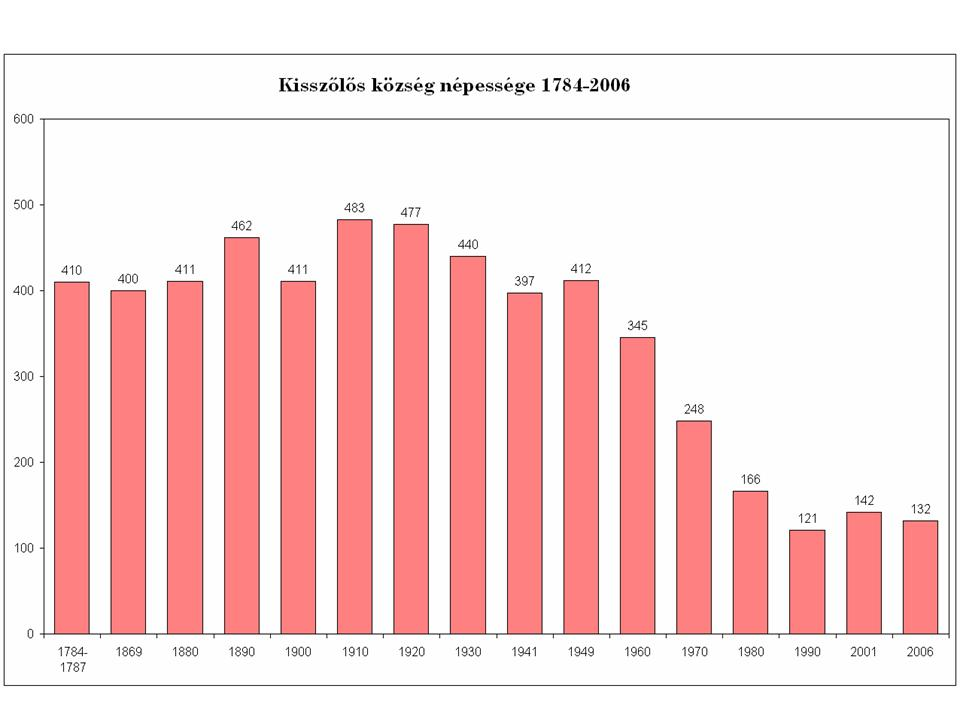

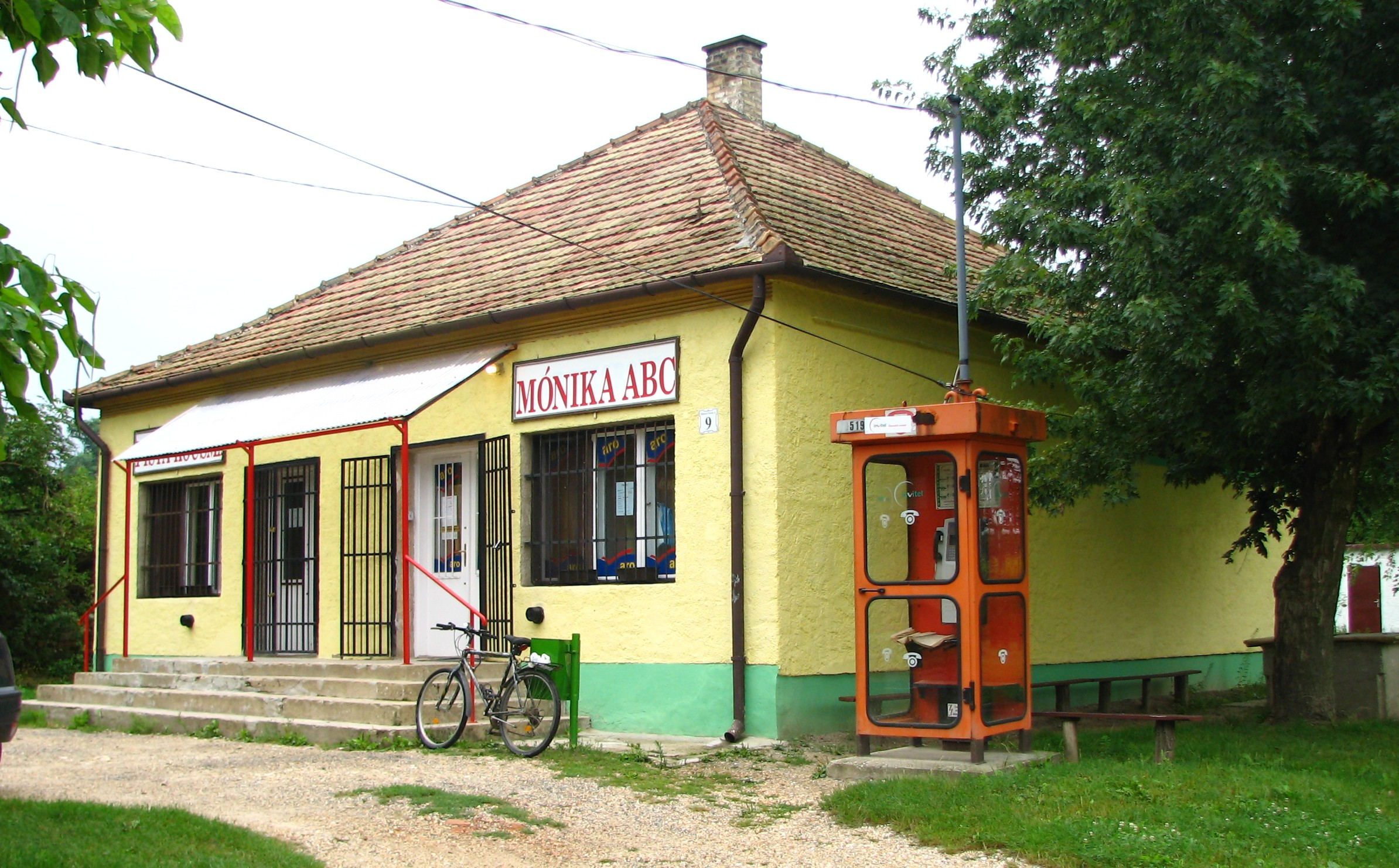
Vegyesbolt

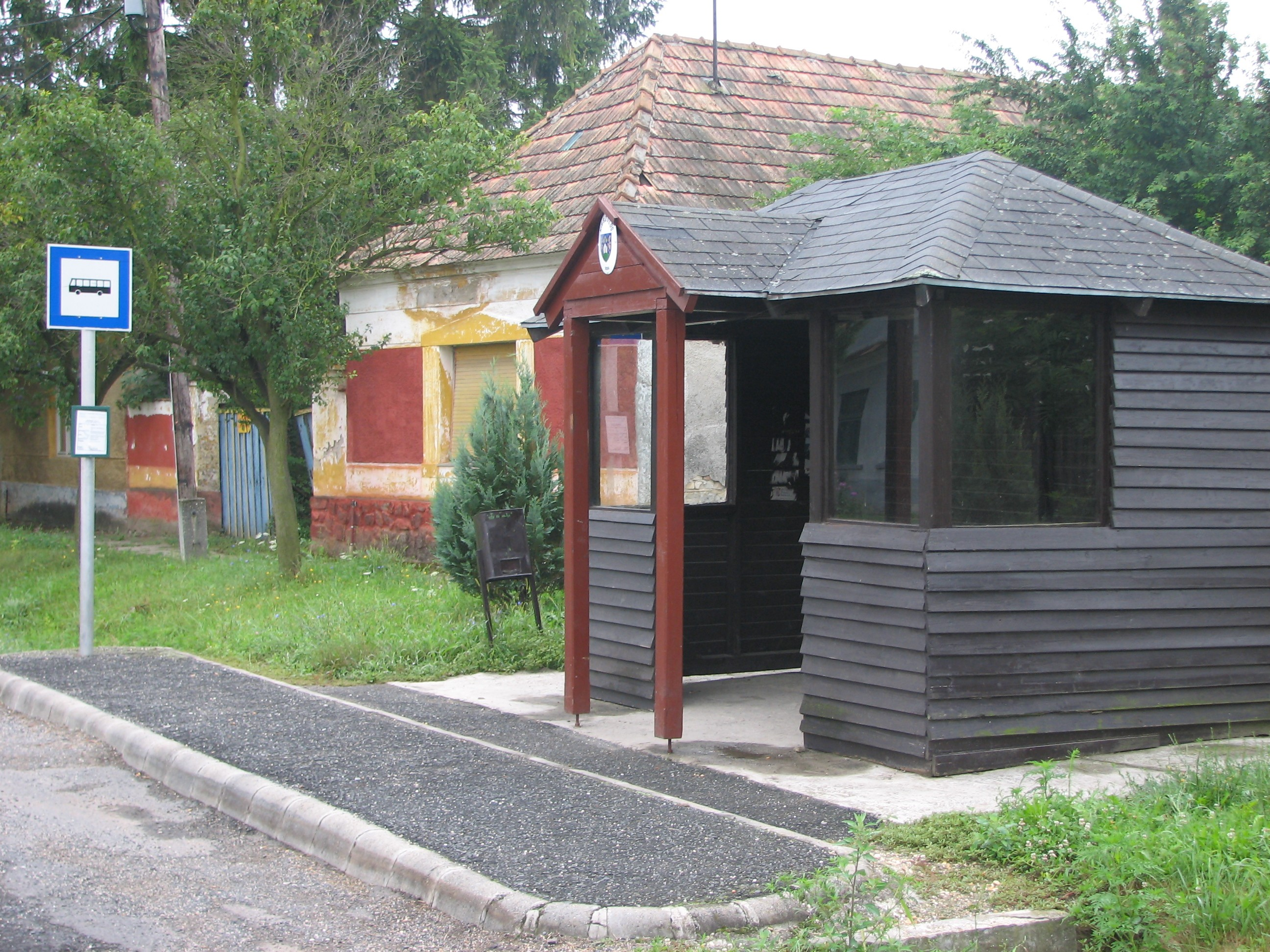
Buszváró

A rendszeres népszámlálások kezdete óta a település lélekszáma a 19-20. század fordulóján érte el csúcspontját, az elvándorlás a téeszesítés (1959) után gyorsult fel. A demográfiai folyamatokat jelzi, hogy a község 65 lakásából 52 még 1960 előtt épült.
A falut története során szinte teljes egészében római katolikusok lakták (néhány evangélikus és izraelita lakos mellett). A 2011-es népszámlálás során 100 római katolikus mellett 4 evangélikus lakost írtak össze. A község kezdettől Felsőiszkáz (később Iszkáz) anyaegyház fíliája (leányegyháza) volt. Jelenleg Nemesszalókhoz van beosztva.
A falut a kezdetektől magyar lakosság lakta, a legutóbbi népszámlálás (2011) során 62-en vallották magukat a roma etnikai kisebbséghez tartozónak (a "nemzetiség", az "anyanyelv", a "családi, baráti közösségben használt nyelv" válaszok legalább egyike szerint).
2022-ben a lakosság 83,7%-a vallotta magát magyarnak, 17,8% cigánynak, 1,6% németnek, 1,6% egyéb, nem hazai nemzetiségűnek (15,5% nem nyilatkozott; a kettős identitások miatt a végösszeg nagyobb lehet 100%-nál). Vallásuk szerint 17,1% volt római katolikus, 4,7% evangélikus, 0,8% református, 0,8% egyéb katolikus, 3,1% felekezeten kívüli (73,6% nem válaszolt).

## Nevezetességei

### Római katolikus templom

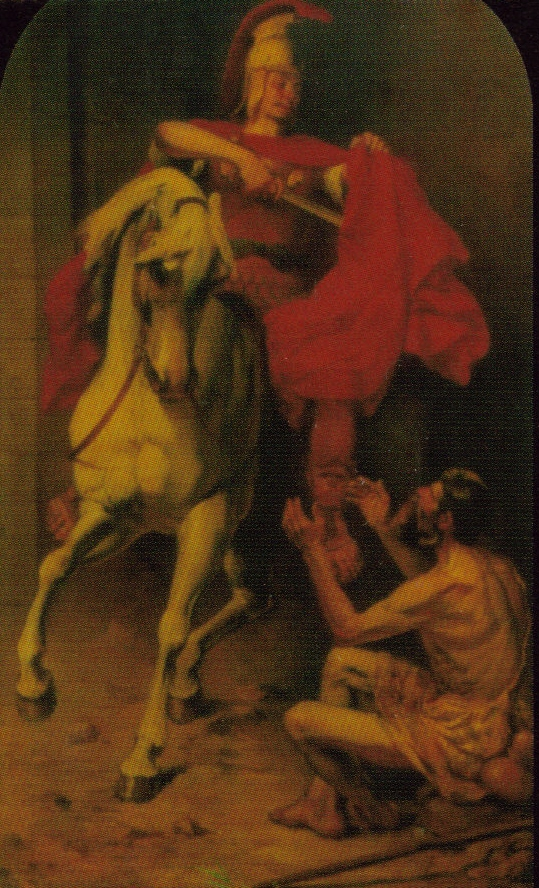
Oltárkép

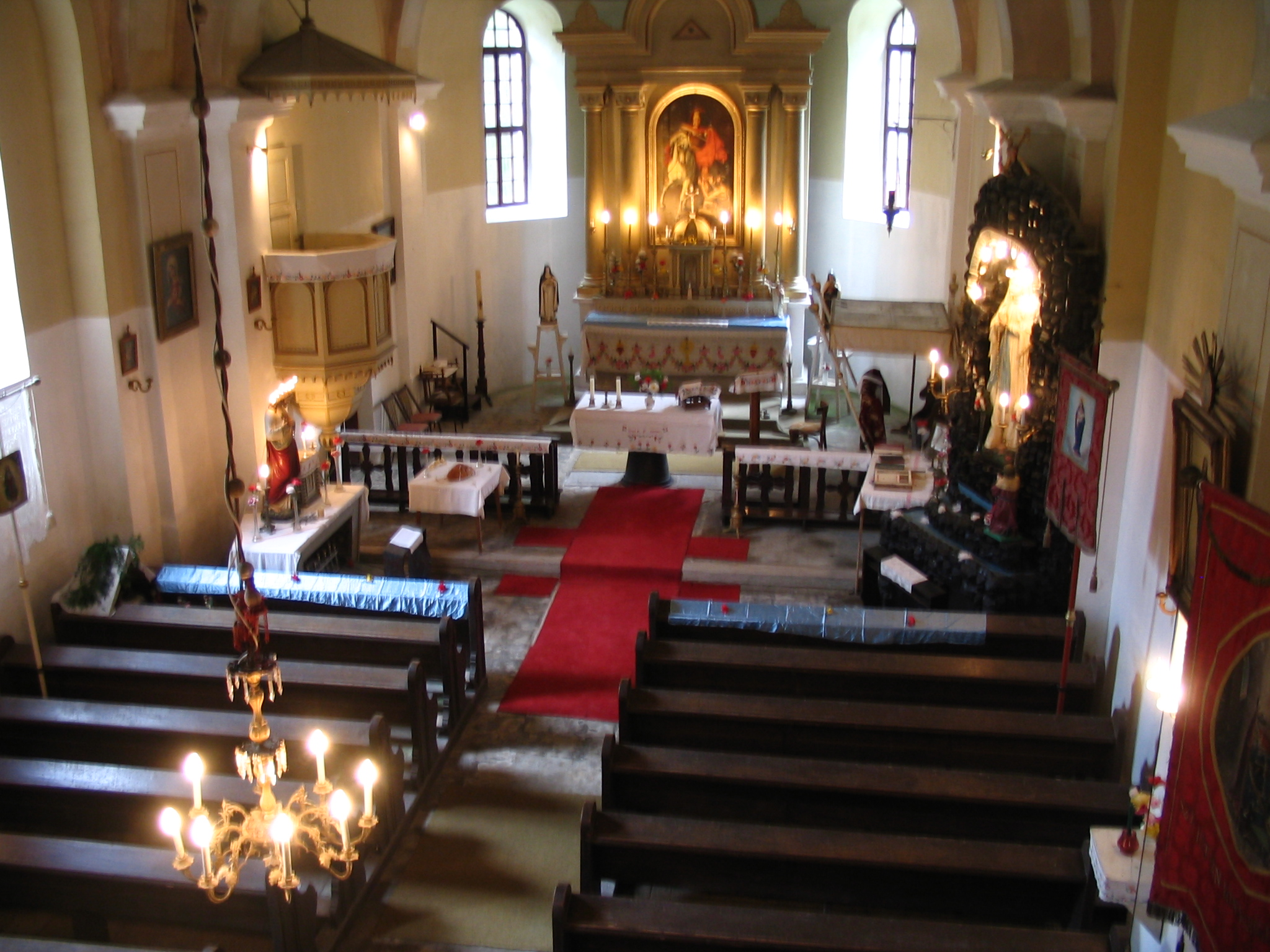
Templombelső

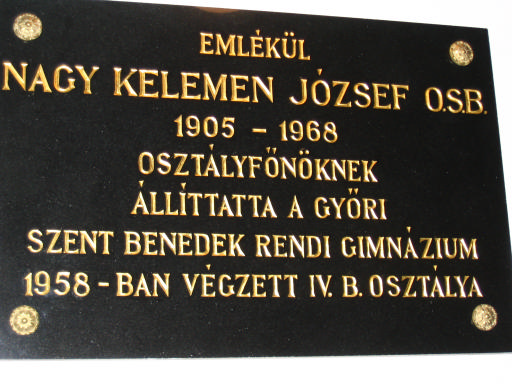
Nagy Kelemen József OSB emléktáblája

A falut északról elérő út mellett álló barokk jellegű, eklektikus templom elődje 1672-ben a hívek erejével épült, és az 1880-as években bontották le (az elbontott templom küszöbköve napjainkban a templomkertben látható). A jelenlegi templomot 1881-ben építették fel, 1958 óta műemléki védettséget élvez. Azon körülményből, hogy Kisszőlős Szent Márton ünnepén 19 kappant és 57 kalácsot ajándékozott a kolostornak, következik, hogy a faluban már 1511-ben egyházközség létezett, továbbá feltételezhető, hogy kis templom vagy kápolna állott. Az 1698-as vizitáció megállapításai szerint a templom zsindellyel volt fedve, belül boltíves és minden jó állapotban volt, az oltár kőből, a kórus fából készült. A torony kőből készült, melyben egy harang van és az Szt. Márton tiszteletére van megáldva. A főbejárat felett levő márványtábla felirata: "Isten dicsőségére építette a Kis szőlősi katholika hitközség, 1881, Hints Ist. építész által"
A templom mérete: 30x10 méter, tetőzete palával, a toronysisakja bádoggal van fedve. A toronyban két harang lakik, a nagyharangot Sentehofer Frigyes fiai (1924, Sopron), a kisharangot Szlezák Rafael öntötte.
A templom titulusa Szt. Márton püspök, búcsúja november 11. Kiemelkedő dísze a főoltár és annak festménye. Az oltárkép Szt. Mártont mint római lovas katonát ábrázolja, amint köpenyét megosztja a didergő koldussal. (Sem a festő neve, sem az alkotás éve nem ismert.)
A karzaton elhelyezett orgona 1882-ben készült, építője: Országh Sándor (Magyar Királyi Orgonaépítő).
A templomban a bejárat közelében elhelyezett emléktábla a község szülöttének, Nagy Kelemen József bencés szerzetesnek állít emléket, állíttatták egykori tanítványai születésének 100. évfordulóján, 2005-ben.

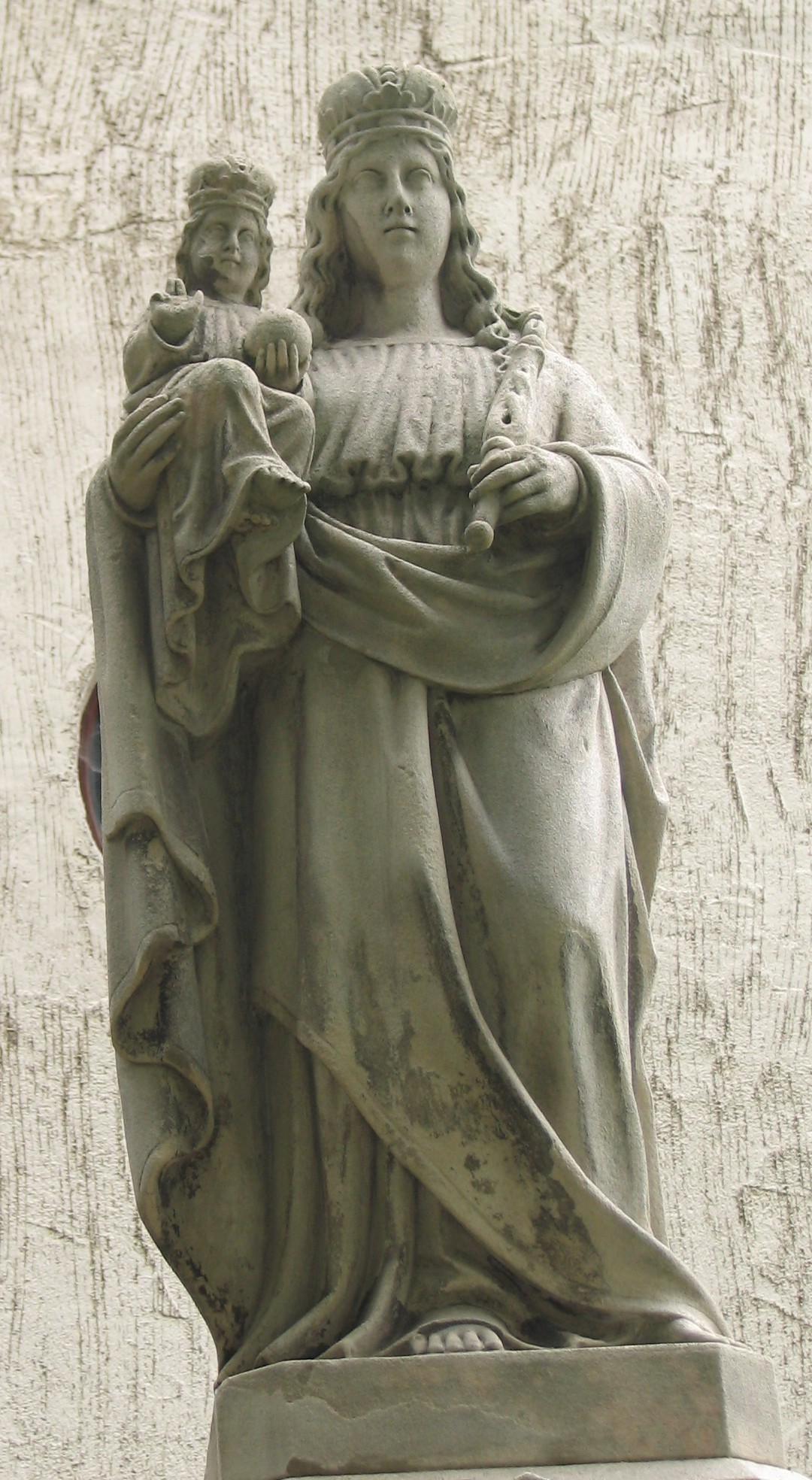
Szűz Mária

A templom előtt álló szobor Szűz Máriát ábrázolja, karján a gyermek Jézussal. A megszokott ábrázolástól eltérően, a gyermek Jézus koronát visel és a Szűzanya jobb karján ül. Felirata:
„Óh, Szűz Mária!
Magyarország patronája.
Tengeren evezők reménycsillaga
Könyörögj érettünk.
Felállították Amerikában
dolgozó szeretteink.
(Kondor, Kis Czell) 1906.''

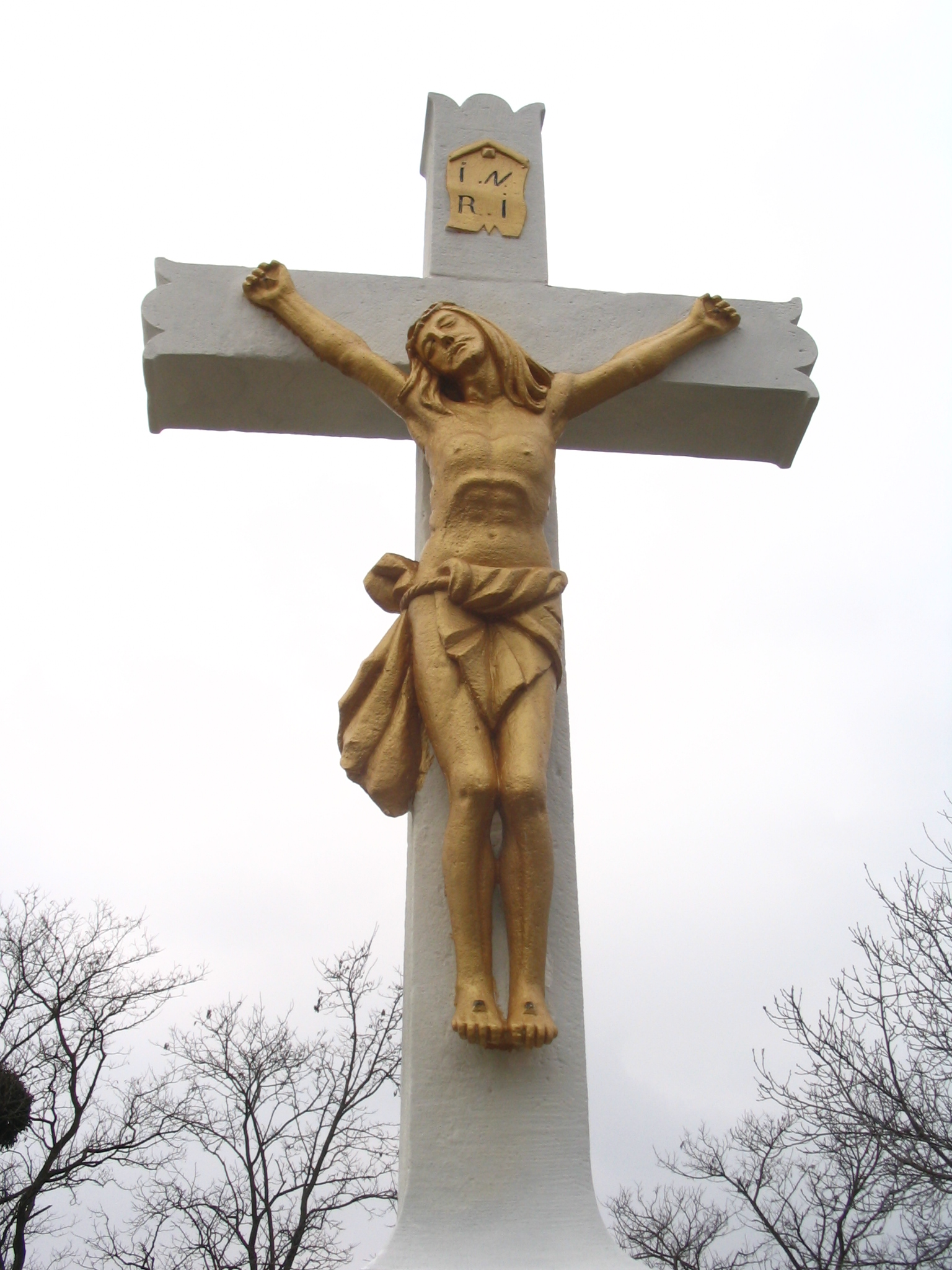
Temető kőkereszt

A bekerített templomkertben álló fenyőfákat a község az I. és II. világháborúban elesett hősi halottainak emlékére ültették.
- Temető

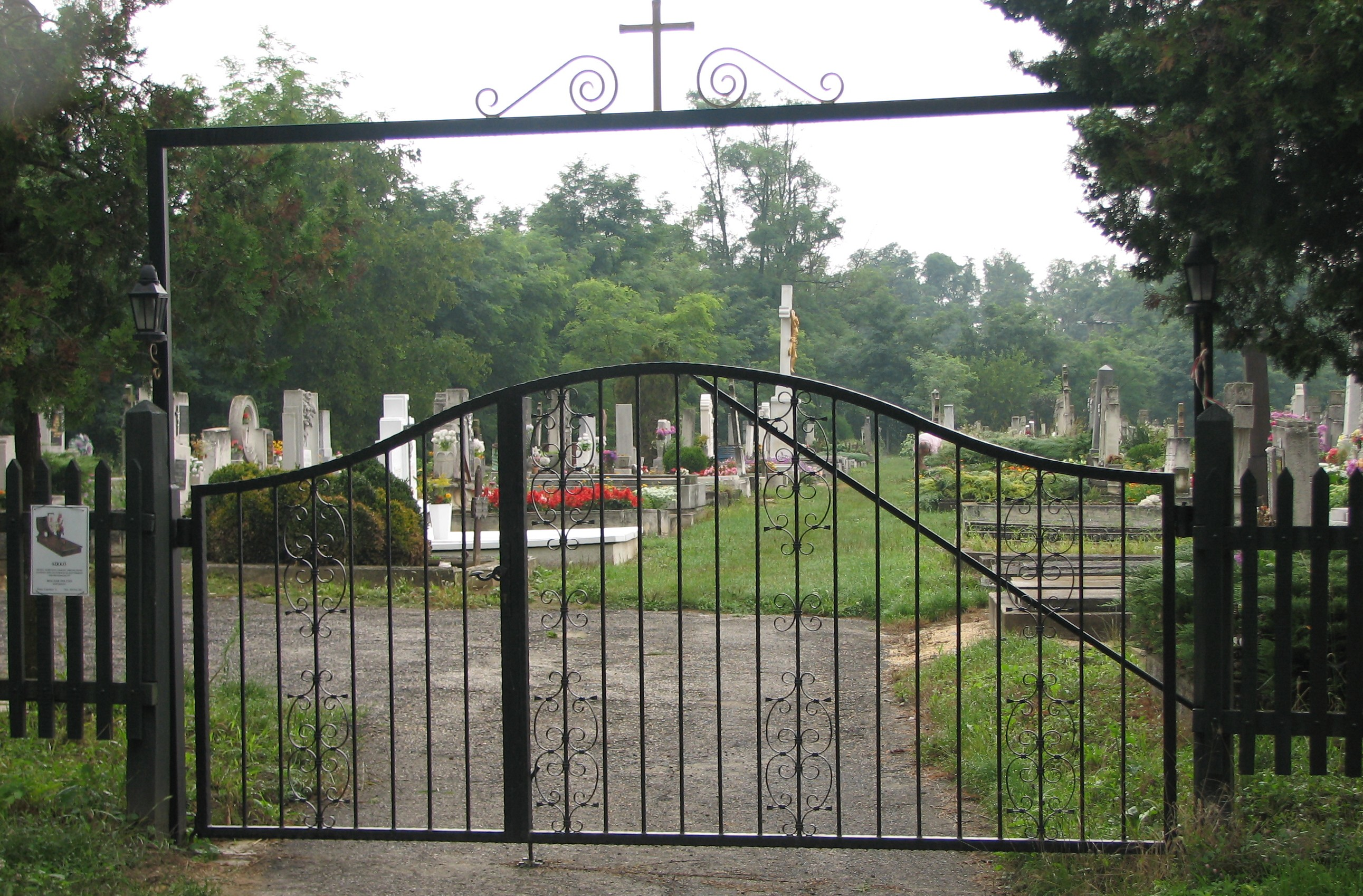
Temető

A szépen gondozott temető megnyitásának időpontja nem ismert. Egy, jó állapotban lévő ravatalozóval rendelkezik, egyelőre villany nélkül. A vezetékes vízhálózat a ravatalozóig ki van építve. A temető be van kerítve és egy, művészien kivitelezett kovácsoltvas kapuval van ellátva. Közepén központi kőkereszt, rajta két dátum: 1855, 1938 (felújítva 2005-ben).

### Kápolna
A község címerében is szereplő barokk kori körkápolna 1762-ben épült a falu Somlószőlős felőli szélén és Szt. István királyunk tiszteletére lett felszentelve 1762. augusztus 1-én került sor (búcsúja: augusztus 20.). A kápolnát 2000-ben felújították, és ugyanabban az évben, augusztus 20-án újra felszentelték. Ezen a napon vette át az önkormányzat a községnek ajándékozott millenniumi zászlót, és ekkor állították a kápolna előtt levő millenniumi kopjafát (alkotója: Bálint Árpád fafaragó művész). A kápolnát 2009-ben műemléki védelem alá helyezték. Az erről szóló miniszteri rendelet szakmai indoklása szerint: „A Szent István-kápolna a település arculatának meghatározó eleme. Látványos oromzata, arányos tömege, jó állapota rangos helyre emeli a Szent István tiszteletére emelt vidéki barokk kápolnák sorában. A település egyetlen műemlékével, a barokk eredetű római katolikus templommal együtt a kápolna Kisszőlős épített örökségének értékes eleme”. A kápolna mellett egy vele azonos korú hársfa állt,mely 2014-ben betegsége, életveszélyes állapota miatt kivágásra került.

### Világháborús emlékmű

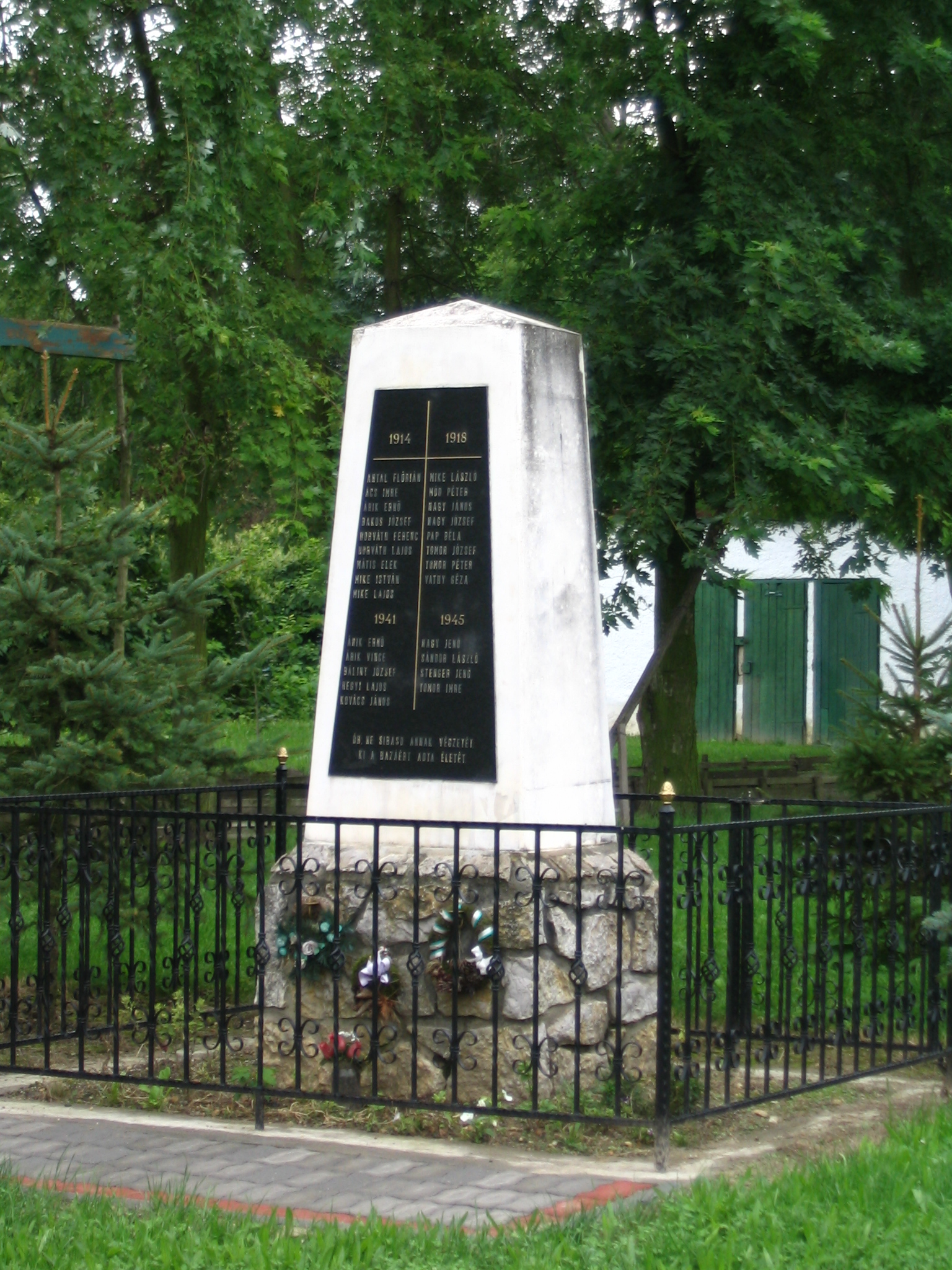
Világháborús emlékmű

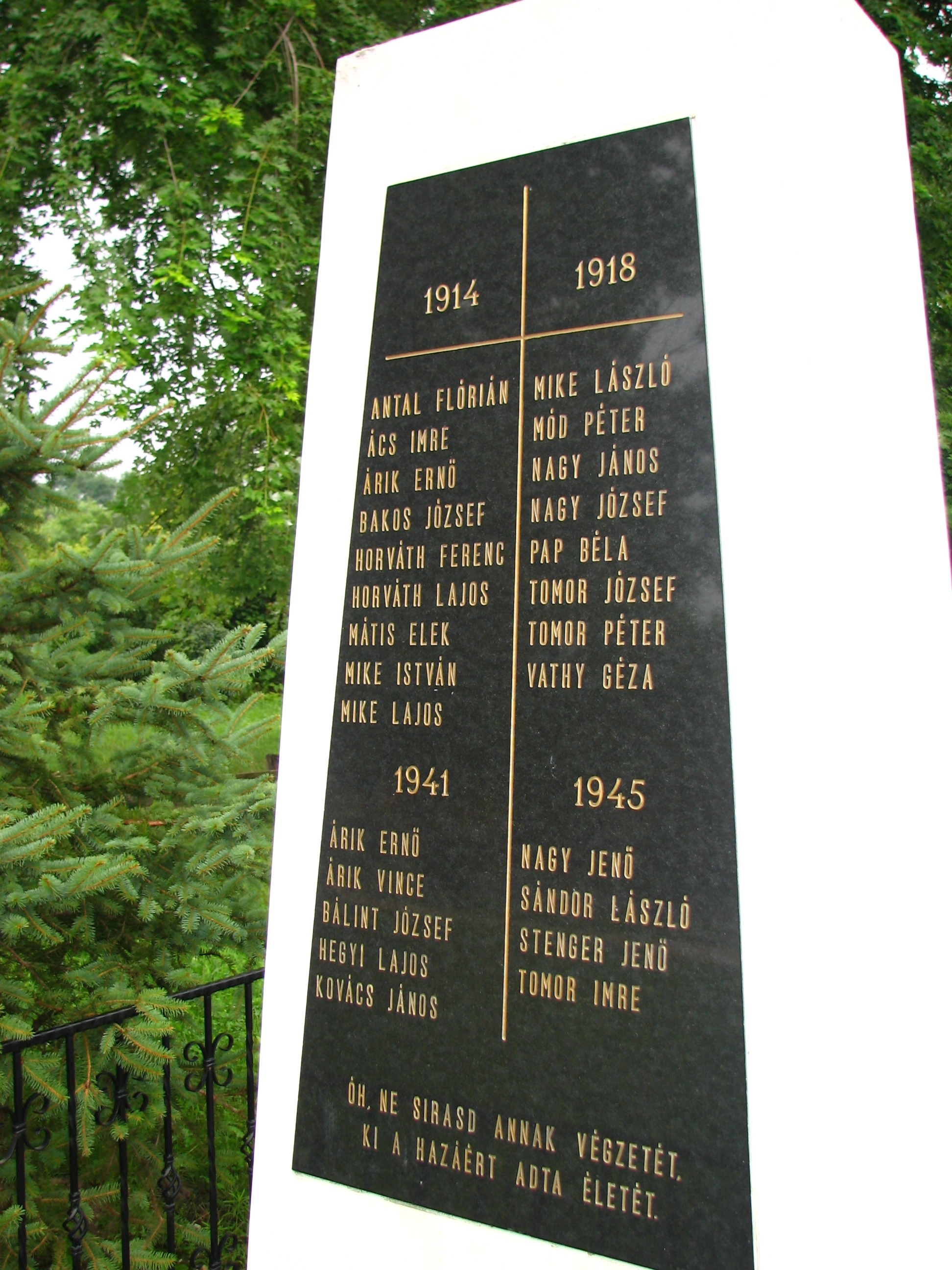

A falu központjában álló emlékmű a község I. és II. világháború hősi halottainak állít emléket. Az önkormányzat által emeltetett emlékmű felavatására és beszentelésére 1995. augusztus 20-án került sor. (tervező: Nagy Sándor, kivitelező: „ÁVÉP” Ajka.)
Az emlékmű felirata: „Óh, ne sirasd annak végzetét, ki a hazáért adta életét!”
A márványlapon feltüntetett hősi halottak névsora:
1914-1918: 	Antal Flórián, Ács Imre, Árik Ernő, Bakos József,
	Horváth Ferenc, Horváth Lajos, Mátis Elek, Mike István,
	Mike Lajos, Mike László, Mód Péter, Nagy János,
	Nagy József, Pap Béla, Tomor József, Tomor Péter,
	Vathy Géza. (Vathy Jenő neve az avatást követően utólagosan került az emlékműre).
1941-1945: 	Árik Ernő, Árik Vince, Bálint József, Hegyi Lajos,
	Kovács János, Nagy Jenő, Sándor László, Stenger Jenő,
	Tomor Imre.

### Kőkeresztek
- Emlékkereszt

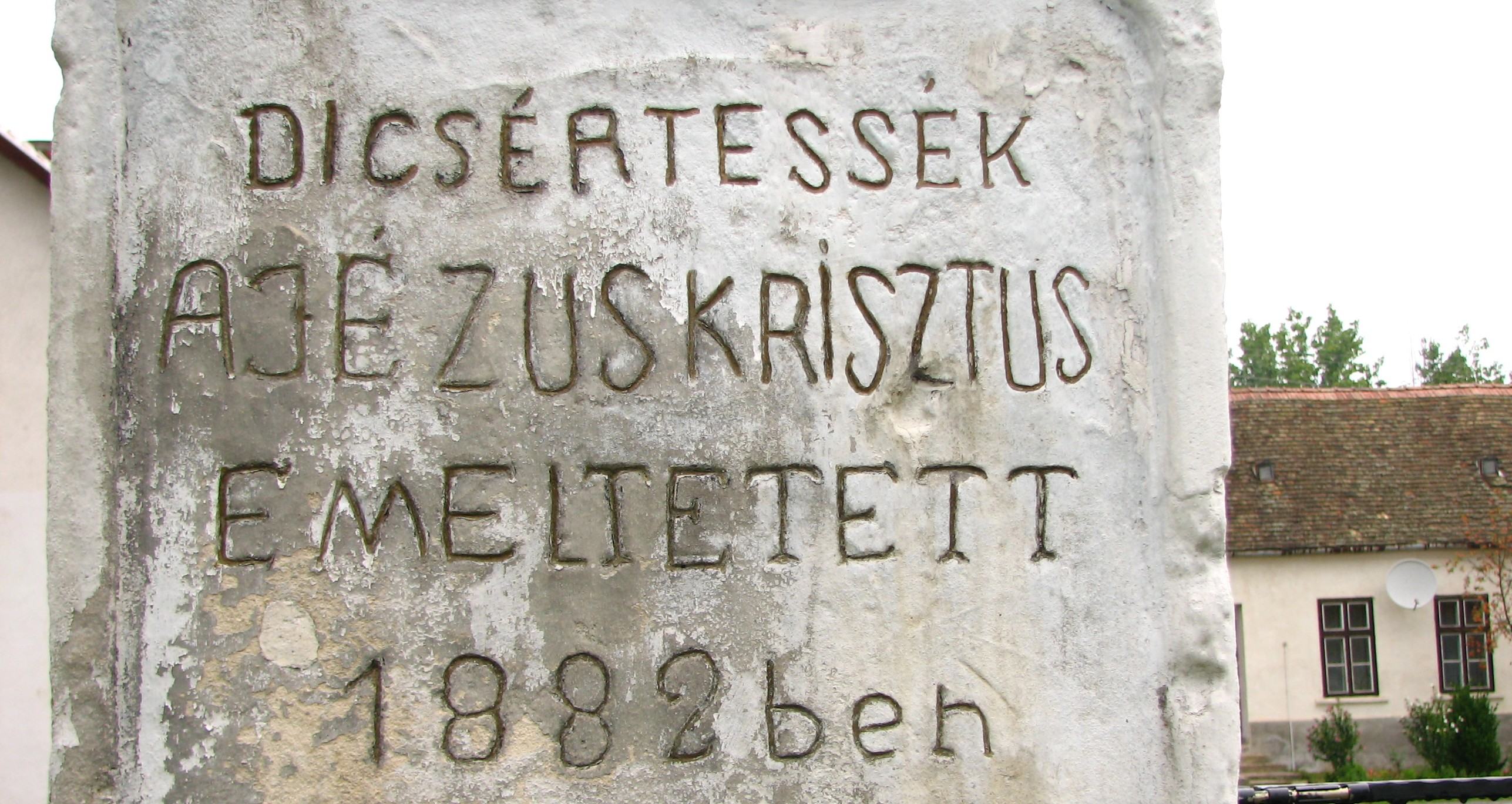
Emlékkereszt (1882) felirata

A község közepén, a kultúrház és a Polgármesteri Hivatal előtt álló emlékkereszt kerítéssel van körülvéve. Felirata: „Dicsértessék Jézus Krisztus / emeltetett 1882-ben”
- „Stenger-kereszt”

A Somlószőlősre vezető út jobb oldalán, a két község határán áll, kovácsoltvas kerítéssel körbevéve. Felirata: „Isten dicsőségére emeltették Stenger Mihály és neje Szecsődi Mária 1914.”
- „Kili-kereszt”

A Somlószőlős felé vezető út bal oldalán, közvetlenül a községi helységnévtábla mellett álló keresztet Kili Edvárd, a község egykori tanítója emeltette a 19. század végén. A talpazaton lévő felirat nem olvasható. A talpazaton eredetileg volt még két mellszobor, amit időközben eltulajdonítottak.

### Egykori épületek
A falu Somlószőlős felőli oldalán a Hajagos patakon működő vízimalom első írásos említése 1696-ból való. Ekkor a kommuna (faluközösség) birtokolta, a tevékenységéből származó jövedelme 30 forint volt. Később magántulajdonba került. Utolsó tulajdonosa Pap János molnár volt, aki a vízimalmot elektromos meghajtásúra alakította át. Az államosítás idején leszerelték. Ma csak a romjai láthatók.
Az egykori kovácsműhely létesítésének dátuma nem ismert. Mindvégig a község tulajdonában volt, utolsó bérlője: Varga János kovácsmester. Az 1960-as évek közepéig működött, majd lebontásra került a hozzátartozó szolgálati lakással együtt. Ugyanígy lebontásra került a községi kanász ezen a telken lévő szolgálati lakása is. Az azóta elbontott községi hídmérleg is ezen a telken volt (Rákóczi u. 58.).
Az egykori tűzoltószertárat a tűzoltóegylet megszűnését követően az 1960-as években lebontották.(Rákóczi u. 7.)
Egykoron jégveremben tárolták a Hajagos-patakból kitermelt jeget, ami a tejcsarnokban, a gazdáktól átvett tej hűtésére szolgált. A tejcsarnok a megszűnését követően szintén lebontásra került.